# Punta Hermosa Beach Soccer

## História
Punta Hermosa BSC retorna para o Beach Soccer USA Cup em Oceanside, Califórnia, após um ano de grande sucesso e crescimento para o Peru Beach Soccer Club. Punta Hermosa BSC do Peru fez sua estréia em Oceanside em 2016 terminando em 10º lugar depois de ter encontrado algumas das equipes mais difíceis no evento PRO. A equipe lutou muito contra as derrotas para o Dorsole Kitakyushu do Japão pelo placar de 9-3, novamente para a Lazio da Itália pelo placar de 8-5 e encontrou suas vitórias contra o Great Lakes BSC pelo placar de 10-1 e novamente contra Fusão do Japão pelo placar de 9-6. Punta Hermosa BSC recentemente participou da Copa Libertadores da América de futebol de areia 2016 no Brasil e terminou em 4º lugar depois de cair nas semifinais para os eventuais Campeões Vasco da Gama. A equipe retorna à Copa do Mundo de Beach Soccer USA com a mira na 2ª rodada e traz uma lista que os ajudará a atingir esse objetivo. O Beach Soccer USA Cup dá as boas-vindas ao Punta Hermosa BSC e desejamos a eles tudo de bom no evento altamente competitivo PRO deste ano que celebra seu 11º aniversário em Oceanside, Califórnia.
1. ↑  «Vasco goleia Punta Hermosa e decide Libertadores contra o Rosario Central». Globoesporte.com. Consultado em 14 de janeiro de 2017
2. ↑  «Punta Hermosa BSC do Peru retorna». beachsoccerusa.org. Consultado em 7 de fevereiro de 2017